# کلودت کالوین
کلودت کالوین (انگلیسی: Claudette Colvin؛ زادهٔ ۵ سپتامبر ۱۹۳۹) یکی از پیشگامان جنبش حقوق مدنی بود اهل ایالات متحده آمریکا است.
در ۲ مارس سال ۱۹۵۵ او به دلیل اجرا نکردن قوانین نژاد پرستانه در اتوبوس شهر مونتگمری در ایالت آلابامای آمریکا دستگیر و به مدت نه ماه زندانی شد. بعد از او زن سیاهپوست دیگری بنام رزا پارکس به همین اتهام دستگیر و زندانی شد.
در اول فوریه سال ۱۹۵۶ کلوین به خاطر شکایت پنج سفیدپوست به دادگاه فدرال برده شد. در ۱۳ ژوئن ۱۹۵۶، قضات دادگاه حکم کردند جداسازی اتوبوس در آلاباما بر اساس قوانین ایالتی و محلی، غیرقانونی است. این پرونده به دادگاه عالی ایالات متحده آمریکا رفت. سه روز بعد دادستان کل حکمی صادر کرد که بر اساس آن ایالت آلاباما می‌بایست تبعیض نژادی در شهر مونتگمری متوقف شود.

## کتاب‌ها
- Phillip Hoose. Farrar, Straus and Giroux (BYR), Claudette Colvin, Twice Toward Justice. (2009). شابک ‎۰−۳۷۴−۳۱۳۲۲−۹.
- Taylor Branch. New York, Simon & Schuster Paperbacks, Parting The Waters - American in the King Years 1954-63. (1988). شابک ‎۰−۶۷۱−۶۸۷۴۲−۵.